# Wydawnictwo Prawnicze
Wydawnictwo Prawnicze – państwowy wydawca książek prawniczych w Polsce Ludowej z siedzibą w Warszawie. Zostało założone w 1952 i istniało do końca lat 90., kiedy zostało sprywatyzowane (1997) i wykupione w części przez Wydawnictwo Prawnicze PWN. Opublikowało co najmniej kilkaset pozycji.

## Publikacje

### Książki
1952:
- Wiktor Grzywo-Dąbrowski, Medycyna sądowa dla prawników, Warszawa: Wydawnictwo Prawnicze, 1952.
- Jerzy Ignatowicz, Część ogólna prawa cywilnego, Warszawa: Wydawnictwo Prawnicze, 1952.
- Konstytucja i podstawowe akty ustawodawcze Polskiej Rzeczypospolitej Ludowej. Zbiór tekstów, oprac. Andrzej Gwiżdż, Warszawa: Wydawnictwo Prawnicze, 1952.
- Leon Lutowiecki, Amnestia. Tekst ustawy z dn. 22 listopada 1952 r. o amnestii wraz z objaśnieniami, Warszawa: Wydawnictwo Prawnicze, 1952 (50 s.).
- Prawo autorskie. Zbiór przepisów według stanu na dzień 1 grudnia 1952 r., Warszawa: Wydawnictwo Prawnicze, 1952.

1953:
- Kodeks zobowiązań ze skorowidzem rzeczowym. Przepisy ogólne prawa cywilnego, ważniejsze przepisy obligacyjne oraz międzynarodowe prawo prywatne, oprac. Andrzej Lipiński, Stanisław Jabłoński, Harald Mienicki, Warszawa : Wydawnictwo Prawnicze, 1953 (455 s.).
- Tadeusz Rek, Adwokatura. Jej funkcje i oblicze, Warszawa: Wydawnictwo Prawnicze, Warszawa 1953 (159 s.).

1954:
- Zbigniew Bidziński, Konrad Sosnowski, Ustawodawstwo dewizowe Polskiej Rzeczypospolitej Ludowej według stanu prawnego na dzień 1 stycznia 1954 r., Warszawa: Wydawnictwo Prawnicze, 1954 (275 s.).
- Bartłomiej Groicki, Artykuły prawa majdeburskiego. Postępek sądów około karania na gardle. Ustawa płacej u sądów, oprac. Karol Koranyi, Warszawa : Wydawnictwo Prawnicze, 1954 (236 s.), seria: Biblioteka Dawnych Polskich Pisarzy-Prawników t. 2.
- Leszek Lernell, Ochrona własności społecznej w prawie karnym, Warszawa: Wydawnictwo Prawnicze, 1954.
- Stefan Rakowski, Bezpieczeństwo i higiena pracy w budownictwie. Zbiór przepisów prawnych według stanu prawnego na dzień 31 sierpnia 1954 r., Warszawa: Wydawnictwo Prawnicze, 1954 (330 s.).

1955:
- Ludwik Ehrlich, Polski wykład prawa wojny XV wieku, Warszawa: Wydawnictwo Prawnicze, 1955.
- Wacław Brzeziński, Polskie prawo budowlane, Warszawa: Wydawnictwo Prawnicze, 1955.
- Wiktor Jaśkiewicz, Prawny stosunek pracy w polskich spółdzielniach pracy, Warszawa: Wydawnictwo Prawnicze (232 s.).
- Stefan Mizera, Uprawnienia mieszkaniowe pracownika, Warszawa: Wydawnictwo Prawnicze, 1955 (123 s.).
- Rudolf Rajkowski, Prawo karno-administracyjne Polski Ludowej, Warszawa: Wydawnictwo Prawnicze, 1955 (272 s.).
- Rudolf Rajkowski, Zmiana nazwiska. Studium z zakresu prawa administracyjnego, Warszawa: Wydawnictwo Prawnicze, 1955 (147 s.).
- Eugeniusz Smoktunowicz, Komitety blokowe, Warszawa: Wydawnictwo Prawnicze, 1955 (112 s.).
- Andrzej Witold Szwarc, Fałszerstwo dokumentów w świetle kryminalistyki, Warszawa: Wydawnictwo Prawnicze, 1955 (129 s.).
- Uchwały rad narodowych. Wzory i przykłady, oprac. Józef Litwin, Warszawa: Wydawnictwo Prawnicze, 1955.
- Marian Weralski, Budżet Polskiej Rzeczypospolitej Ludowej, Warszawa: Wydawnictwo Prawnicze, 1955 (79 s.).
- Zarys prawa międzynarodowego publicznego, red. Marian Muszkat, Warszawa: Wydawnictwo Prawnicze, 1955, 1956 (2 tomy).

1956:
- Henryk Grajewski, Kara śmierci w prawie polskim do połowy XIV wieku, Warszawa: Wydawnictwo Prawnicze, 1956.
- Rudolf Hoess, Wspomnienia Rudolfa Hoessa komendanta obozu oświęcimskiego, Warszawa: Wydawnictwo Prawnicze, 1956
- Stanisław Jabłoński, Kodeks postępowania niespornego, Warszawa: Wydawnictwo Prawnicze, 1957 (324 s.).
- Kodeks postępowania karnego. Przepisy wprowadzające oraz ważniejsze przepisy ogólne. Wydanie VI Według stanu prawnego na dzień 15 lipca 1956 r., Warszawa: Wydawnictwo Prawnicze, 1956 (306 s.).
- Cezary Kunderewicz, Dzieła Stanisława Łochowskiego i Marcina Paciorkowskiego o polskim procesie granicznym, Warszawa: Wydawnictwo Prawnicze 1956.
- Kazimierz Lipiński, O aktach stanu cywilnego. Rejestracja urodzeń, małżeństw i zgonów, zmiana imion i nazwisk, Warszawa: Wydawnictwo Prawnicze, 1956.
- Stanisław Piotrowski, Dziennik Hansa Franka, Warszawa: Wydawnictwo Prawnicze, 1956 (wyd. 2, 1957)
- Jerzy Sawicki, Ochrona czci a wolność krytyki, Warszawa: Wydawnictwo Prawnicze, Warszawa 1956 (237 s.).
- Władysław Zamkowski, Sejm. Najwyższy organ zwierzchniej władzy narodu, Warszawa: Wydawnictwo Prawnicze, 1956 (244 s.).

1957:
- Jerzy Bafia, Kazimierz Buchała, Warunkowe zwolnienie, Warszawa: Wydawnictwo Prawnicze, 1957 (128 s.).
- Wiktor Grzywo-Dąbrowski, Medycyna sądowa dla prawników, Warszawa: Wydawnictwo Prawnicze, 1957 (418 s.).
- Włodzimierz Piotrowski, Nowe warunki rozwiązania stosunku pracy, Warszawa: Wydawnictwo Prawnicze, 1957 (100 s.).
- Szczęsny Wachholz, Rzeczpospolita Krakowska. Okres od 1815 do 1830 r., Wydawnictwo Prawnicze: Warszawa, 1957.

1958:
- Kodeks wojskowego postępowania karnego, Warszawa: Wydawnictwo Prawnicze, 1958 (208 s.).
- Władysław Kubiak, Aleksander Krzyczkowski, Egzekucja administracyjna. Objaśnienia i teksty, Warszawa: Wydawnictwo Prawnicze, 1958 (264 s.).
- Jerzy Śliwowski, Kodeks karzący Królestwa Polskiego (1818 r.). Historia jego powstania i próba krytycznej analizy, Warszawa: Wydawnictwo Prawnicze, 1958.

1959:
- Igor Andrejew, Ustawowe znamiona przestępstwa, Warszawa: Wydawnictwo Prawnicze, Warszawa 1959 (271 s.).
- Stanisław Wojciech Garlicki, Odpowiedzialność cywilna za nieszczęśliwe wypadki, Warszawa: Wydawnictwo Prawnicze, 1959 (280 s.).
- Józef Grzeszyk, Niedobory (manka) w handlu uspołecznionym. Teksty i orzecznictwo S.N. Stan prawny na dzień 1 marca 1959 r., Wyd. 3, Warszawa: Wydawnictwo Prawnicze, (366 s.)
- Leo Hochberg, Komentarz do kodeksu postępowania karnego, Warszawa: Wydawnictwo Prawnicze, 1959.
- Zbigniew Leoński, Przepisy o postępowaniu przymusowym w administracji. Teksty i objaśnienia, Warszawa: Wydawnictwo Prawnicze, 1959 (79 s.).
- Remigiusz Moszyński, Zasiedzenie i rozgraniczenie, Warszawa: Wydawnictwo Prawnicze, 1959 (113 s.).

1960:
- Jerzy Bafia, Leo Hochberg, Przestępstwa gospodarcze. Komentarz, Warszawa: Wydawnictwo Prawnicze, 1960 (198 s.).
- Edward Gintowt, Rzymskie prawo prywatne w epoce postępowania legisakcyjnego (od decemwiratu do lex aebutia), Warszawa: Wydawnictwo Prawnicze, 1960.
- Roman Jasica, Polska w Organizacji Narodów Zjednoczonych i w jej organizacjach wyspecjalizowanych. Informator, Warszawa: Wydawnictwo Prawnicze, 1960.

1961:
- Zygmunt Adaszewski, Wiesław Celiński, Czynności sądowe w sprawach karnych. Wzory i komentarz, Warszawa: Wydawnictwo Prawnicze, 1961 (479 s.).
- Jerzy Bafia, Zwrot sprawy przez sąd do uzupełnienia śledztwa lub dochodzenia, Warszawa: Wydawnictwo Prawnicze, 1961 (142 s.).
- Krzysztof Bieńkowski, Władysław Sieroszewski, Wzory pism procesowych w sprawach karnych, Warszawa: Wydawnictwo Prawnicze, 1961 (214 s.).
- Leo Hochberg, Kodeks karny RSFRR. Kodeks karnoprocesowy RSFRR. Ustawa o ustroju sądów RSFRR, Warszawa: Wydawnictwo Prawnicze, 1961.
- Kodeks postępowania administracyjnego i przepisy wykonawcze, Warszawa : Wydawnictwo Prawnicze, 1961 (83 s.).
- Józef Litwin, Prawo o aktach stanu cywilnego : komentarz, wyd. 1, Warszawa: Wydawnictwo Prawnicze, 1961 (667 s.).
- Remigiusz Moszyński, Jan Policzkiewicz, Działy spadkowe, Warszawa: Wydawnictwo Prawnicze, Warszawa 1961 (183 s.).

1962:
- Leo Hochberg, Wyjaśnienia oskarżonego w procesie karnym i ich wartość dowodowa, Warszawa: Wydawnictwo Prawnicze, 1962.
- Prawo wekslowe i czekowe. Przepisy szczególne (wyd. III) Warszawa, Wydawnictwo Prawnicze, 1962 (114 s.).
- Janusz Szwaja, Stanisław Waltoś, Pitaval krakowski, Warszawa: Wydawnictwo Prawnicze, 1962.
- Jan Winiarz, Odpowiedzialność państwa za szkody wyrządzone przez funkcjonariuszy, Warszawa: Wydawnictwo Prawnicze, 1962 (104 s.).

1963:
- Jan Kosik, Zdolność państwowych osób prawnych w zakresie prawa cywilnego, Warszawa: Wydawnictwo Prawnicze, 1963 (121 s.).
- Mieczysław Sawczuk, Zdolność procesowa w postępowaniu cywilnym, Warszawa: Wydawnictwo Prawnicze, 1963 (110 s.).
- Stanisław Waltoś, Akt oskarżenia w procesie karnym, Warszawa: Wydawnictwo Prawnicze, 1963.

1964:
- Antoni Agopszowicz, Odpowiedzialność za szkody wyrządzone robotami górniczymi, Warszawa: Wydawnictwo Prawnicze, 1964.
- Kodeks karny i prawo o wykroczeniach wraz ze skorowidzem rzeczowym, ważniejsze ustawy szczególne. Stan prawny na dzień 15 marca 1964 r., Warszawa: Wydawnictwo Prawnicze, 1964 (687 s.).

1965:
- Jerzy Bafia, Leo Hochberg, Mieczysław Siewierski, Ustawy karne PRL. Komentarz (Stan prawny na 1 lipca 1964), Warszawa: Wydawnictwo Prawnicze, 1965 (492 s.).
- Edward Drabienko, Prawo autorskie. Przepisy i orzecznictwo. Stan prawny na 1 stycznia 1965, wyd. IV, Warszawa: Wydawnictwo Prawnicze, 1965 (501 s.).
- Janusz Gumkowski, Tadeusz Kułakowski, Zbrodniarze hitlerowscy przed Najwyższym Trybunałem Narodowym, Warszawa: Wydawnictwo Prawnicze, 1965 (264 s.).
- Zenon Klafkowski, A. Rosienkiewicz, S. Czajkowski, Państwowy arbitraż gospodarczy i obsługa prawna jednostek gospodarki uspołecznionej : przepisy, orzecznictwo, komentarz. Wg stanu prawnego na dzień 1 I 1965 r., seria: Podręczny Zbiór Ustawodawstwa Gospodarczego t. 1, Warszawa: Wydawnictwo Prawnicze, 1965 (189 s.).
- Z. Krauze, T. Szawłowski, Prawo o notariacie oraz przepisy wykonawcze i związkowe, Warszawa: Wydawnictwo Prawnicze, 1965 (159 s.).
- Marek Madey, Rękojmia przy dostawach w obrocie uspołecznionym w PRL (1965)
- Jerzy Śliwowski, Sądowy nadzór penitencjarny, Warszawa: Wydawnictwo Prawnicze, 1965.
- W. Tarasiewicz, S. Surowiec, Z. Rybicki, Prawo wodne. Komentarz, teksty, Warszawa: Wydawnictwo Prawnicze, 1965 (292 s.).

1966:
- Jan Bolesta, Przepisy o ustalaniu cen, Warszawa: Wydawnictwo Prawnicze, 1966 (143 s.).
- Stefan Breyer, Przeniesienie własności nieruchomości, Warszawa: Wydawnictwo Prawnicze, 1966 (264 s.).
- Karol Gandor, Sprzedaż na raty. Problemy organizacyjne i prawne, Warszawa: Wydawnictwo Prawnicze, 1966.
- Stanisław Wojciech Garlicki, Urlopy pracownicze wypoczynkowe, okolicznościowe, macierzyńskie : komentarz, teksty, orzecznictwo, wyjaśnienia, skorowidz, wyd. 3, Warszawa: Wydawnictwo Prawnicze, 1966 (311 s.).
- Zofia Gawrońska-Wasilkowska, Małżeństwo. Istota, trwałość, rozwód, Warszawa: Wydawnictwo Prawnicze, 1966 (134 s.).
- Henryk Kempisty, Ustrój sądów. Ustawa o Sądzie Najwyższym, prawo o ustroju sądów powszechnych, ustawa o ławnikach ludowych. Komentarz, Warszawa: Wydawnictwo Prawnicze, 1966 (208 s.).
- Kazimierz Korzan, Kurator w postępowaniu cywilnym, Warszawa: Wydawnictwo Prawnicze, 1966.
- Zdzisław Krzemiński, Sądowe ustalenie ojcostwa. Orzecznictwo - doktryna - komentarz, Warszawa: Wydawnictwo Prawnicze, 1966 (111 s.).
- Henryk Ligięza, Ubezpieczenia jednostek gospodarki uspołecznionej. Przepisy, orzecznictwo, objaśnienia, seria: Podręczny Zbiór Ustawodawstwa Gospodarczego t. 3., Warszawa: Wydawnictwo Prawnicze, 1966 (141 s.).
- Zygmunt Ziembiński, Logiczne podstawy prawoznawstwa. Wybrane zagadnienia, Warszawa: Wydawnictwo Prawnicze, 1966 (264 s.).

1967:
- Ludwik Bar, Kodeks budowlany. Przepisy i objaśnienia, Warszawa: Wydawnictwo Prawnicze, 1967
- Franciszek Błahuta, Józef Piątkowski, Jan Policzkiewicz, Gospodarstwa rolne. Obrót - dziedziczenie - podział, Warszawa: Wydawnictwo Prawnicze, 1967 (254 s.).
- Leo Hochberg, Wyjaśnienia oskarżonego w procesie karnym i ich wartość dowodowa, Warszawa: Wydawnictwo Prawnicze, 1962 (67 s.).
- Magdalena Jasińska, Proces społecznego wykolejenia młodocianych dziewcząt, Warszawa: Wydawnictwo Prawnicze, 1967 (196 s.).
- Kodeks budowlany. Przepisy i objaśnienia. Stan prawny na dzień 1.X.1966 r., zebrał i opracował Ludwik Bart, Warszawa: Wydawnictwo Prawnicze, 1967 (1372 s.).
- Jan Policzkiewicz, Władysław Siedlecki, Edmund Wengerek, Wzory pism procesowych w sprawach cywilnych, wyd. 4, Warszawa: Wydawnictwo Prawnicze, 1967 (596 s.).
- Prawo lokalowe. Przepisy, orzecznictwo i objaśnienia. Stan prawny na dzień 1 marca 1967 r., oprac. Józef Prokopczuk, Warszawa: Wydawnictwo Prawnicze, 1967 (1303 s.).
- Umowy międzynarodowe PRL dotyczące obrotu prawnego, oprac. Eustachy Wierzbowski, Warszawa: Wydawnictwo Prawnicze, 1966 (684 s.).
- Jan Waszczyński, Odszkodowanie za niesłuszne skazanie i bezzasadne aresztowanie w polskim procesie karnym, Warszawa: Wydawnictwo Prawnicze, 1967 (209 s.).

1968:
- Marian Cieślak, Karol Spett, Psychiatria w procesie karnym, Warszawa: Wydawnictwo Prawnicze, 1968 (480 s.).
- Krystyna Daszkiewicz, Przestępstwo z premedytacją, Warszawa: Wydawnictwo Prawnicze, 1968 (239 s.).
- Izabella Korzewnikow, Młodzież przestępcza w grupach półwolnościowych. Psychologiczne badania nad osobowością nieletnich w procesie resocjalizacji, Warszawa: Wydawnictwo Prawnicze, 1968.
- Jan Krajewski, Kodeks postępowania cywilnego. Tekst, orzecznictwo, piśmiennictwo, Warszawa: Wydawnictwo Prawnicze, 1968 (777 s.).
- Hanna Namowicz, Losy życiowe nieletnich przestępców. Psychologiczne badania nad prognozą kryminologiczną, Warszawa: Wydawnictwo Prawnicze, 1968.
- Walenty Ramus, Prawo o obywatelstwie polskim, Warszawa: Wydawnictwo Prawnicze, 1968.
- Kazimierz Siarkiewicz, Biegły w sprawach szkód górniczych, 1968.
- Kazimierz Siarkiewicz, Nadzór nad radami narodowymi i ich organami, 1968.

1969:
- Bibliografia prawa i postępowania karnego 1944-1964, oprac. Zygmunt, Feliks Prusak, Warszawa: Wydawnictwo Prawnicze, 1969 (1004 s.).
- Leo Hochberg, Przestępstwa przeciwko życiu, wolności, obyczajności i czci według nowego kodeksu karnego, Warszawa: Wydawnictwo Prawnicze, 1969.
- Wojciech Michalski, Sąd, właściwość i skład sądu, wyłączenie sędziego, oskarżony i jego obrońca, prawa i obowiązki w procesie karnym, Warszawa: Wydawnictwo Prawnicze, 1969 (35 s.).
- Prawo o aktach stanu cywilnego, oprac. Sabina Chorążkowa, wyd. 3, Warszawa : Wydawnictwo Prawnicze, 1969 (88 s.).
- Andrzej Wasilewski, Obszar górniczy, Warszawa: Wydawnictwo Prawnicze, 1969.
- Józef Zieliński, Prawo pracy. Przepisy, orzecznictwo, wyjaśnienia (2 tomy), Warszawa: Wydawnictwo Prawnicze, 1969 (820 s., 1834 s.).

1970:
- Emanuel Iserzon, Jerzy Starościak, Kodeks postępowania administracyjnego. Komentarz, teksty, wzory, formularze, Warszawa, Wydawnictwo Prawnicze, 1970.
- Tadeusz Jackowski, Janina Kruszewska, Dyscyplina pracy. Przepisy i komentarz, Wydawnictwo: Wydawnictwo Prawnicze, 1970 (132 s.).
- Ewa Łętowska, Umowa o świadczenie przez osobę trzecią, Warszawa: Wydawnictwo Prawnicze, 1970.
- Kazimierz Łojewski, Instytucja odmowy zeznań w polskim procesie karnym, Warszawa: Wydawnictwo Prawnicze, 1970 (207 s.).
- Jan Nelken, Dowód poszlakowy w procesie karnym, Warszawa: Wydawnictwo Prawnicze, 1970 (204 s.).
- Walenty Ramus, Prawo wywłaszczeniowe. Komentarz, wyd. 3, Warszawa: Wydawnictwo Prawnicze, 1970 (270 s.).
- Mieczysław Sawczuk, Wznowienie postępowania cywilnego, Warszawa: Wydawnictwo Prawnicze, 1970, 208 ss.
- Kazimierz Siarkiewicz, Kazimierz Rot Działania normodawcze rad narodowych i ich organów, 1970.
- Henryk Starczewski, Jerzy Świątkiewicz, Prokuratorska kontrola przestrzegania prawa w PRL, Warszawa: Wydawnictwo Prawnicze, 1970 (314 s.).

1971:
- Marek Madey, Działanie systemu umów w gospodarce uspołecznionej (1971)
- Andrzej Rembieliński, Odpowiedzialność cywilna za szkodę wyrządzoną przez podwładnego, Warszawa: Wydawnictwo Prawnicze, 1971.
- Jacek Trojanek, Obowiązek współdziałania jednostek gospodarki uspołecznionej przy zawieraniu i wykonywaniu umów, Warszawa: Wydawnictwo Prawnicze, 1971 (179 s.).
- Zbiór przepisów i informacji Ministerstwa Sprawiedliwości z zakresu obrotu prawnego z zagranicą, Warszawa: Wydawnictwo Prawnicze, 1971 (229 s.).

1972:
- XX-lecie zespołów adwokackich Izby Adwokackiej w Warszawie, Warszawa: Wydawnictwo Prawnicze, 1972 (72 s.).
- Franciszek Błahuta, Zbigniew Resich, Jerzy Ignatowicz, Kodeks cywilny. Komentarz, Warszawa: Wydawnictwo Prawnicze, 1972.
- Elżbieta Janiszewska-Talago, Polska Bibliografia Penitencjarna 1963-1969, seria: Prace Ośrodka Badań Przestępczości, Warszawa: Wydawnictwo Prawnicze, 1972 (142 ss.).
- Jan Klimkowicz, Interwencja uboczna według Kodeksu Postępowania Cywilnego, Warszawa: Wydawnictwo Prawnicze 1972.
- Kodeks cywilny. Komentarz, red. Zbigniew Resich, Warszawa: Wydawnictwo Prawnicze, 1972.
- Kazimierz Korzan, Orzeczenia konstytutywne w postępowaniu cywilnym, Warszawa: Wydawnictwa Prawnicze, 1972.
- Andrzej Kubas, Budowa na cudzym gruncie, Warszawa: Wydawnictwo Prawnicze, 1972 (206 s.).
- Janusz Łętowski, Polecenie służbowe w administracji, Wydawnictwo Prawnicze, Warszawa 1972.
- Genowefa Rejman, Odpowiedzialność karna za niewłaściwe wykonanie nadzoru w zespołowym działaniu, Wydawnictwo Prawnicze, Warszawa 1972.
- Kazimierz Siarkiewicz, Dochodzenie i naprawianie szkód górniczych (1972)
- Melania Starczewska, Orzecznictwo naczelnych organów administracji państwowej. Tom 2, Warszawa: Wydawnictwo Prawnicze, 1972 (313 s.).

1973:
- Igor Andrejew, Witold Świda, Władysław Wolter, Kodeks karny z komentarzem, Warszawa: Wydawnictwo Prawnicze, 1973.
- Jerzy Bartoszewski, Zdanie odrębne w procesie karnym, Warszawa: Wydawnictwo Prawnicze, 1973 (175 s.).
- Jan Błeszyński, Tłumaczenie i jego twórca w polskim prawie autorskim, Warszawa: Wydawnictwo Prawnicze, 1973.
- Kazimierz Buchała, Przestępstwa przeciwko bezpieczeństwu w komunikacji drogowej, Warszawa: Wydawnictwo Prawnicze, 1973 (262 s.).
- Józef Filipowski, Adwokat w procesie cywilnym, Warszawa : Wydawnictwo Prawnicze, 1973 (143 s.).
- Janina Nowosielska-Deresiewicz, Egzekucja z wynagrodzenia za pracę, Warszawa: Wydawnictwo Prawnicze, Warszawa 1973 (151 s.)
- Pracownicze urlopy wypoczynkowe wg stanu prawnego na dzień 1 V 1973 r., Warszawa: Wydawnictwo Prawnicze, 1973 (47 s.).
- Józef Rychlik, Prawo chroni rodzinę alkoholika, Warszawa: Wydawnictwo Prawnicze, 1973 (50 s.).
- Stefan Rybarczyk, Eksperyment jako dowód w procesie karnym, Warszawa: Wydawnictwo Prawnicze, 1973.
- Jerzy Śliwowski, Kara ograniczenia wolności. Studium penalistyczne, Warszawa: Wydawnictwo Prawnicze, 1973.
- Adam Szpunar, Odszkodowanie w razie śmierci osoby bliskiej, Warszawa: Wydawnictwo Prawnicze, 1973 (232 s.).
- Jan Winiarz, Odpowiedzialność cywilna z tytułu nadzoru nad dzieckiem, Warszawa: Wydawnictwo Prawnicze, 1973 (118 s.).
- Zbiór przepisów dotyczących inwestycji : stan prawny na dzień 1 kwietnia 1973 r., oprac. Eugeniusz Jabłoński, Kazimierz Gawlikowski, Franciszek Wentowski, Warszawa: Wydawnictwo Prawnicze, 1973 (XXXII, 1058 s.).

1974:
- Jerzy Bafia, Danuta Egierska, Irena Śmietanka, Kodeks wykroczeń. Komentarz. Według stanu prawnego na dzień 1.VIII.1974 r., Warszawa: Wydawnictwo Prawnicze, 1974 (511 s.).
- Włodzimierz Gutekunst, Kryminalistyka, Warszawa: Wydawnictwo Prawnicze, 1974.
- Lech Falandysz, Wykroczenie zakłócania porządku publicznego, Warszawa: Wydawnictwo Prawnicze, 1974 (206 s.).
- Antoni Frydel, Przestępstwo rozboju w świetle kryminalistyki i kryminologii, Warszawa: Wydawnictwo Prawnicze, 1974 (159 s.).
- Funkcjonowanie administracji w świetle orzecznictwa, red. Jerzy Starościak, Janusz Łętowski, Warszawa; Wydawnictwo Prawnicze, 1974 (202 s.).
- Zygmunt Mańk, Reguły społecznej gry, Warszawa: Wydawnictwo Prawnicze, 1974 (177 s.).
- Przepisy o transporcie samochodowym oraz o gospodarowaniu i ruchu pojazdów samochodowych, oprac. Ryszard Oleszyński, Warszawa: Wydawnictwo Prawnicze, 1974 (1190 s.).
- Wanda Stojanowska, Exceptio plurium concumbentium w prawie polskim, Warszawa: Wydawnictwo Prawnicze, 1974 (203 s.).
- Zofia Świda-Łagiewska, Sądownictwo penitencjarne jako instytucja procesowa (192 ss.)

1975:
- Andrzej Łapiński, Ograniczenia władzy rodzicielskiej w polskim prawie rodzinnym, Warszawa: Wydawnictwo Prawnicze, 1975 (222 s.).
- Mieczysław Sawczuk, Ponowne orzekanie w sprawie cywilnej prawomocnie osądzonej (art. 907 § 2 k.c., art. 138 k.r., art. 523 k.p. c.), Warszawa: Wydawnictwo Prawnicze, 1975 (199 s.).
- Sąd Najwyższy na straży interesów państwa i praw obywateli, Warszawa: Wydawnictwo Prawnicze, Warszawa 1975 (261 s.).

1976:
- Ludwik Florek, Zakazy wypowiedzenia umowy o pracę, Warszawa: Wydawnictwo Prawnicze, 1976.
- Władysław Górski, Umowa przewozu, Warszawa: Wydawnictwo Prawnicze, 1976 (365 s.).
- Tadeusz Hanausek, Wiesława Hanausek, Narkomania. Studium kryminologiczno-kryminalistyczne, Warszawa: Wydawnictwo Prawnicze, 1976.
- Adolf Kuleba, Czesław Sawicz, Poradnik ławnika w sprawach karnych, Warszawa: Wydawnictwo Prawnicze, 1976.
- Andrzej Szewc, Wynalazki pracownicze w prawie polskim, Warszawa: Wydawnictwo Prawnicze, 1976 (127 s.).
- Maciej Tarnowski, Zmniejszona poczytalność sprawcy przestępstwa, Warszawa: Wydawnictwo Prawnicze, 1976.

1977:
- Jerzy Bafia, K. Mioduski, Mieczysław Siewierski, Kodeks karny. Komentarz wyd. II, Warszawa, Wydawnictwo Prawnicze, 1977 (922 s.).
- Krystyna Berner, Marzena Petryk-Kozub, Jadwiga Sokołowska-Warzycka, Poradnik kuratora nieletnich, Warszawa: Wydawnictwo Prawnicze, 1977 (242 s.).
- Edward Jabłoński, Ryszard Oleszyński, Wzory umów zawieranych przez jednostki gospodarki uspołecznionej, Warszawa: Wydawnictwo Prawnicze, 1977 (411 s.).
- Jerzy Jodłowski, Uznanie i wykonanie zagranicznych orzeczeń sądowych w Polsce na tle orzecznictwa Sądu Najwyższego, seria: Biblioteka Palestry, Warszawa: Wydawnictwo Prawnicze, 1977 (74 s.).
- Romuald Kmiecik, Oskarżyciel posiłkowy w procesie karnym, Warszawa: Wydawnictwo Prawnicze, 1977.
- Wacław Kocon, Droga konieczna, Warszawa: Wydawnictwo Prawnicze, 1977 (131 s.).
- Jadwiga Kozarska-Dworska, Psychopatia jako problem kryminologiczny, Warszawa, Wydawnictwo Prawnicze (242 s.).
- Henryk Mądrzak, Przymusowe zaspokojenie wierzyciela z tytułu długu jednego z małżonków, Warszawa: Wydawnictwo Prawnicze, 1977 (174 s.).
- Franciszek Rusek, Adam Zieliński, Ustawa o okręgowych sądach pracy i ubezpieczeń społecznych. Komentarz, Warszawa: Wydawnictwo Prawnicze, 1977 (258 s.).
- Mieczysław Sośniak, Cywilna odpowiedzialność lekarza, wyd. 2, Warszawa: Wydawnictwo Prawnicze, 1977 (268 s.).
- Andrzej Wąsek, Współsprawstwo w polskim prawie karnym, Warszawa: Wydawnictwo Prawnicze, 1977 (203 s.).

1978:
- Igor Andrejew, Ustawowe znamiona czynu. Typizacja i kwalifikacja przestępstw, Warszawa: Wydawnictwo Prawnicze, 1978 (315 s.).
- Jerzy Bafia, Problemy kryminologii. Dialektyka sytuacji kryminogennej, Warszawa: Wydawnictwo Prawnicze, 1978 (156 s.).
- Leo Hochberg, Osobowość sprawcy przestępstwa, Warszawa: Wydawnictwo Prawnicze, 1978.
- Vladimir Nikolaevič Kudriawacew, Przyczyny naruszeń prawa, tłum. Leo Hochberg, Warszawa: Wydawnictwo Prawnicze, 1978 (248 s.).

1979:
- Henryk Starczewski, Jerzy Świątkiewicz, Terenowe akty normatywne w PRL, Warszawa: Wydawnictwo Prawnicze, 1979 (367 s.)
- Mikołaj Tołkan, Zapobieganie alkoholizmowi i przestępczości, Warszawa: Wydawnictwo Prawnicze, 1979 (111 s.)
- Witold Zakrzewski, Zakres przedmiotowy i formy działalności prawotwórczej, Warszawa: Wydawnictwo Prawnicze, 1979.

1980:
- Mstysław Biłyj, Andrzej Murzynowski, Wznowienie postępowania karnego w PRL w świetle prawa i praktyki, Warszawa: Wydawnictwo Prawnicze, 1980 (202 s.).
- Ludwik Florek, Staż pracy, Warszawa: Wydawnictwo Prawnicze, 1980.
- Arnold Gubiński, Prawo wykroczeń, wyd. IV, Warszawa: Wydawnictwo Prawnicze, 1980 (468 s.).
- Kodeks postępowania administracyjnego. Ustawa o Naczelnym Sądzie Administracyjnym stan prawny na dzień 15 kwietnia 1980, Warszawa: Wydawnictwo Prawnicze, 1980 (94 s.).
- Adam Łopatka, Poland and the new international democratic order, Warszawa : Wydawnictwo Prawnicze, 1980.
- Czesław Łukaszewicz, Bogusław Nizieński, Wiesław Wychowski, Orzekanie i wykonywanie kary ograniczenia wolności, Warszawa: Wydawnictwo Prawnicze, 1980 (143 s.).
- Marek Madey, Problemy jakości w ogólnych warunkach umów, Warszawa: Wydawnictwo Prawnicze, (212 s.).
- Tomasz Majda, Ochrona środowiska. Wybór podstawowych aktów prawnych, Warszawa: Wydawnictwo Prawnicze, Warszawa 1980 (374 s.).
- Kazimierz Marszał, Ingerencja prokuratora w ściganie przestępstw prywatnoskargowych w polskim procesie karnym, Warszawa: Wydawnictwo Prawnicze, 1980.
- Prawo o ustroju sądów powszechnych oraz ważniejsze przepisy związkowe. Według stanu prawnego na dzień 1 V 1980, wyd. IV, Warszawa: Wydawnictwo Prawnicze, 1980 (83 s.).
- Genowefa Rejman, Teorie i formy winy w prawie karnym, Warszawa: Wydawnictwo Prawnicze, 1980.
- Stosunki rentowe PRL–RFN a orzecznictwo Federalnego Trybunału Socjalnego. Materiały z konferencji 2 X 1979 (Warszawa-Popowo). Studia z dziedziny stosunków prawnych z zagranicą, Warszawa: Wydawnictwo Prawnicze, 1980.

1981:
- Ekspertyza sądowa : wybrane zagadnienia, red. Jan Markiewicz, Tadeusz Borkowski, Warszawa: Wydawnictwo Prawnicze, 1981 (177 s.).
- Monika Czajkowska-Dąbrowska, Rozpowszechnianie utworów przez radio, Warszawa: Wydawnictwo Prawnicze, 1981 (197 s.).
- Edward Janeczko, Zasiedzenie, Warszawa: Wydawnictwo Prawnicze, 1981 (164 s.).

- Patologia społeczna. Zapobieganie, praca zbiorowa, Warszawa: Wydawnictwo Prawnicze, 1981 (236 s.).
- Regulaminy sądów wojewódzkich i rejonowych, red. Barbara Marcińczak, Warszawa: Wydawnictwo Prawnicze, 1981 (213 s.).
- Jerzy Śliwowski, Kara pozbawienia wolności we współczesnym świecie, Warszawa: Wydawnictwo Prawnicze, Warszawa 1981 (323 s.).

1982:
- Bogdan Bladowski, Przesłanki dopuszczalności rewizji cywilnej, Wydawnictwo: Wydawnictwo Prawnicze, 1982 (142 s.).
- Zenon Jankowski, Wojciech Tomczyk, Abolicja. Dekret o przebaczeniu i puszczeniu w niepamięć niektórych przestępstw i wykroczeń z dnia 12 grudnia 1981 r. Komentarz, Warszawa: Wydawnictwo Prawnicze, 1982 (42 s.) ISBN 83-219-0174-3
- Zbigniew Kallaus, Przestępne nadużycie władzy, Warszawa: Wydawnictwo Prawnicze, 1982 (187 s.).
- Tadeusz Nowak, Dowód z dokumentu w polskim procesie karnym, 1982 (204 s.).
- Roman Łyczywek, Olgierd Missuna, Sztuka wymowy sądowej, Warszawa: Wydawnictwo Prawnicze, 1982 (250 s.).
- Tadeusz Marcinkowski, Medycyna sądowa dla prawników, wyd. 2, Warszawa: Wydawnictwo Prawnicze, 1982 (653 s.).
- Stanisław Milewski, Procesy pradziadków. Pitaval bez sztyletu i trucizny, Warszawa: Wydawnictwo Prawnicze, 1982 (155 s.).
- Postępowanie z młodzieżą w świetle norm prawa karnego w krajach socjalistycznych, red. Wojciech Michalski, Warszawa: Wydawnictwo Prawnicze, 1982 (140 s.).
- Ryszard Skubisz, Pierwszeństwo do uzyskania patentu, Warszawa: Wydawnictwo Prawnicze, 1982 (191 s.).

1983:
- Zbigniew Czerski, Testamenty, Warszawa: Wydawnictwo Prawnicze, 1983 (37 s.).
- Władysław Górski, Umowa przewozu, wyd. III, Warszawa: Wydawnictwo Prawnicze, 1983 (316 s.).
- Roman Hauser, Zbigniew Leoński, Egzekucja administracyjna, Warszawa: Wydawnictwo Prawnicze, 1983 (263 s.).
- Naczelny Sąd Administracyjny, oprac. Henryk Starczewski, Warszawa: Wydawnictwo Prawnicze, 1983 (144 s.).
- Henryk Pracki, Odpowiedzialność karna za spowodowanie niedoboru według ustawodawstwa polskiego, Warszawa: Wydawnictwo Prawnicze, 1983 (169 s.).
- Marek Safjan, Osamotnione dzieci. Rodziny zastępcze i rodzinne domy dziecka, seria: Prawo dla każdego, Warszawa: Wydawnictwo Prawnicze, 1983 (76 s.).
- Adam Strzembosz, Nowa ustawa o postępowaniu w sprawach nieletnich. Próba komentarza, Warszawa: Wydawnictwo Prawnicze, 1983.
- Mirosław Wyrzykowski, Sądownictwo administracyjne w Polskiej Rzeczypospolitej Ludowej, Warszawa: Wydawnictwo Prawnicze, 1983.

1984:
- Bogdan Bladowski, Alfred Gola, Szkoda i odszkodowanie, seria: Prawo dla każdego, Warszawa: Wydawnictwo Prawnicze, 1984 (108 s.).
- Olga Bujkowa, Ochrona obywatela w kodeksie postępowania administracyjnego, Warszawa: Wydawnictwo Prawnicze, 1984 (156 s.) ISBN 83-219-0189-1
- Kazimierz Grześkowiak, Adam Krukowski, Władysław Patulski, Edward Warzocha, Ustawa o postępowaniu w sprawach nieletnich. Komentarz, Warszawa: Wydawnictwo Prawnicze, 1984 (327 s.) ISBN 83-219-0258-8
- Zenon Jankowski, Wojciech Tomczyk, Amnestia. Komentarz do ustawy z dnia 21 lipca 1984 r., Warszawa: Wydawnictwo Prawnicze, 1984 (64 s.).
- Paweł Konopielko, Sławomir Mondygraf, Ubezpieczenia społeczne w razie choroby i macierzyństwa. Świadczenia pieniężne dla pracowników. Zbiór przepisów z objaśnieniami, Warszawa: Wydawnictwo Prawnicze, 1984 (80 s.).
- Witold Kulesza, Zniesławienie i zniewaga. Ochrona czci i godności osobistej człowieka w polskim prawie karnym – zagadnienia podstawowe, Warszawa: Wydawnictwo Prawnicze, 1984 (181 s.).
- Znaki i sygnały drogowe, Warszawa: Wydawnictwo Prawnicze, 1984 (47 s.) ISBN 83-219-0281-2

1985:
- Michał Antoniszyn, Andrzej Marek, Prostytucja w świetle badań kryminologicznych, Warszawa: Wydawnictwo Prawnicze, 1985.
- Tadeusz Chrustowski, Prawne, kryminologiczne i kryminalistyczne aspekty łapówkarstwa, 1985.
- Czesław Grzeszczyk, Karol Sławik, Przestępczość a kryminalistyka, Warszawa: Wydawnictwo Prawnicze, 1985 (166 s.).
- Prawo o ruchu drogowym oraz przepisy wykonawcze (Kodeks drogowy), Warszawa: Wydawnictwo Prawnicze, 1985 (210 s.).
- Świadek w procesie sądowym, red. Stanisław Waltoś, Warszawa: Wydawnictwo Prawnicze, 1985.
- Andrzej Wiśniewski, Nowe wynagrodzenia autorskie. Przepisy - tabele - wyjaśnienia, Warszawa: Wydawnictwo Prawnicze, 1985 (135 s.).
- Andrzej N. Wróblewski, Obywatel, administracja, sąd administracyjny, seria: Prawo dla każdego, Warszawa: Wydawnictwo Prawnicze, 1985 (103 s.).

1986:
- Adam Brzozowski, Odpowiedzialność przyjmującego zamówienie za wady dzieła, Warszawa: Wydawnictwo Prawnicze, 1986.
- Mark Ajzikovič Furman, Zbrodnia pod mikroskopem : ze wspomnień lekarza sądowego, tłum. Zygmunt Frank, Warszawa: Wydawnictwo Prawnicze, 1986.
- Andrzej Gaberle, Najsłabsze ogniwo (człowiek jako źródło zagrożeń w ruchu drogowym), Warszawa: Wydawnictwo Prawnicze, 1986 (44 s.) ISBN 83-219-0320-7
- Zenon Jankowski, Ustawa z dnia 17 lipca 1986 r. o szczególnym postępowaniu wobec sprawców niektórych przestępstw. Komentarz, Warszawa : Wydawnictwo Prawnicze, 1986 (55 s.) ISBN 83-219-0403-3
- Stanisław Jezierski, Helena Konstanta-Brus, Józef Rostkowski, Bogusław Żukowski, Nowe ustawodawstwo rolne, Warszawa: Wydawnictwo Prawnicze, 1986 (179 s.) ISBN 83-219-0252-9
- Krzysztof Kołakowski, Czesław Sawicz, Poradnik ławnika w sprawach cywilnych, Warszawa: Wydawnictwo Prawnicze, 1986 (224 s.).
- Krystyna Krzekotowska, Jerzy Krzekotowski, Spółdzielcze prawo mieszkaniowe, Warszawa: Wydawnictwo Prawnicze, 1986 (231 s.) ISBN 83-219-0271-5
- Marek J. Lubelski, Jan M. Stanik, Leon Tyszkiewicz, Wybrane zagadnienia psychologii dla prawników, Warszawa: Wydawnictwo Prawnicze, 1986 (358 s.).
- Ewa Łętowska, Komentarz do ogólnych warunków umów konsumenckich (współautor z Czesławą Żuławską), Warszawa: Wydawnictwo Prawnicze, 1986 (220 s.).
- Mirosław Nesterowicz, Andrzej Rembieliński, Odpowiedzialność cywilna zakładu hotelarskiego za rzeczy gości hotelowych, Warszawa: Wydawnictwo Prawnicze, 1986 (155 s.).
- Gieorgij Polskoj, Fałszerze pieniędzy, Warszawa: Wydawnictwo Prawnicze, 1986 (131 s.).
- Anna Wiśniewska, Przedmiotowa zmiana powództwa w procesie cywilnym, Warszawa: Wydawnictwo Prawnicze, 1986 (136 s.).

1987:
- Edward Radziszewski, Ustawa o ochronie i kształtowaniu środowiska, Warszawa, Wydawnictwo Prawnicze, 1987 (368 s.).
- Eugeniusz Smoktunowicz, Encyklopedia obywatela PRL. Status administracyjnoprawny, Warszawa: Wydawnictwo Prawnicze, 1987.
- Michał Staszków, Racjonalizator w zakładzie, Warszawa: Wydawnictwo Prawnicze, 1987.
- Stanisław Zimoch, Prawa i obowiązki osoby poszkodowanej przestępstwem, seria: Prawo dla każdego, Warszawa: Wydawnictwo Prawnicze, 1987 (111 s.).

1988:
- 40 lat wymiaru sprawiedliwości PRL, oprac. Irena Kleniewska, Warszawa: Wydawnictwo Prawnicze, 1988 ISBN 83-219-0370-3
- Jerzy Bafia, Zbigniew Drexler, Janusz Kochanowski, Witold Rychter, Wojciech Tomczyk, Kodeks drogowy. Komentarz. Stan prawny na dzień 10 maja 1988 r., Warszawa: Wydawnictwo Prawnicze, 1988 (629 s.).
- Tadeusz K. Chruściel, Łucja Korozs, Zapobieganie narkomanii w świetle polskiego prawa, Warszawa: Wydawnictwo Prawnicze, 1988.
- Marek Rymuszko, Pęknięte lustra Temidy. Reportaże sądowe, Warszawa: Wydawnictwo Prawnicze, 1988 (206 s.).
- Słownik biograficzny adwokatów polskich, red. Roman Łyczywek, tom II, zeszyt I: A-G, Warszawa: Wydawnictwo Prawnicze, 1988.
- Jerzy Urban, Jakim prawem, Warszawa: Wydawnictwo Prawnicze, 1988 (302 s.).
- Barbara Wysocka, Uznawanie i wykonywanie zagranicznych orzeczeń arbitrażowych w Polsce, Warszawa: Wydawnictwo Prawnicze, 1988 (184 s.).

1989:
- Janusz Borkowski, Jan Jędrośka, Remigiusz Orzechowski, Adam Zieliński, Kodeks postępowania administracyjnego. Komentarz, Warszawa, Wydawnictwo Prawnicze, 1989 (437 s.).
- Marian Cieślak, Kazimierz Łojewski, Pisma procesowe w postępowaniu karnym. Wzory i komentarz, wyd. III, Warszawa: Wydawnictwo Prawnicze, 1989 (327 s.) ISBN 83-219-0336-3
- Zdzisław Gordon, Jan Łopuski, Mirosław Nesterowicz, Andrzej Rembieliński, Leopold Stecki, Jan Winiarz, Kodeks cywilny z komentarzem (tomy 1-2), Warszawa: Wydawnictwo Prawnicze, 1989 (578 s., 1003 s.).
- Jerzy Gospodarek, Przewozy pasażerskie, Warszawa: Wydawnictwo Prawnicze, 1989 (88 s.).
- Mieczysław Sośniak, Cywilna odpowiedzialność lekarza, wyd. 3, Warszawa: Wydawnictwo Prawnicze, 1989 (254 s.).
- Bogusław Sygit, Kto zabija człowieka. Najgłośniejsze procesy w powojennej Polsce, Warszawa: Wydawnictwo Prawnicze, 1989.

1990:
- Zbigniew Lew-Starowicz, Seksuologia sądowa, Warszawa, Wydawnictwo Prawnicze, 1990.
- Zbigniew Lew-Starowicz, Zazdrość, seks, zbrodnia, Warszawa, Wydawnictwo Prawnicze, 1990.
- Prywatyzacja przedsiębiorstw państwowych. Ustawy z lipca 1990, Warszawa, Wydawnictwo Prawnicze, 1990 (78 s.).

1991:
- Kazimierz Jaegermann, Opiniowanie sądowo-lekarskie (eseje o teorii), Warszawa: Wydawnictwo Prawnicze, 1991.

1992:
- Bogdan Bladowski, Czynności sądowe w sprawach cywilnych cz. 2, Warszawa: Wydawnictwo Prawnicze, 1992 (118 s.).
- Stanisław Pikulski, Zabójstwo z zazdrości, Warszawa: Wydawnictwo Prawnicze, 1992.
- Wanda Wójtowicz, Prawo dewizowe z komentarzem, Warszawa: Wydawnictwo Prawnicze, 1992 (108 s.)
- Andrzej Zieliński, Postępowanie o podział majątku wspólnego po ustaniu wspólności majątkowej małżeńskiej, Warszawa: Wydawnictwo Prawnicze, 1992 (151 s.).

1993:
- Andrzej Gaberle, Patologia społeczna, Warszawa: Wydawnictwo Prawnicze, Warszawa 1993

1994:
- Jan Błeszyński, Prawo autorskie i prawa pokrewne, Warszawa: Wydawnictwo Prawnicze, 1994.
- Feliks Prusak, Ustawa karna skarbowa, Warszawa: Wydawnictwo Prawnicze, 1994.
- Adam Szpunar, Komentarz do prawa wekslowego i prawa czekowego (297 ss.)

1995:
- Jerzy Ignatowicz, Komentarz do ustawy o własności lokali, Warszawa: Wydawnictwo Prawnicze, 1995.

1996:
- Wincenty Grzeszczyk, Kasacja w procesie karnym (według noweli do kodeksu postępowania karnego z dnia 29 czerwca 1995 r.), Warszawa: Wydawnictwo Prawnicze, 1996 (152 s.).
- Jan Zimmermann, Polska jurysdykcja administracyjna, Warszawa: Wydawnictwo Prawnicze, 1996.

1999:
- Stanisław Waltoś, Naczelne zasady procesu karnego, Warszawa: Wydawnictwo Prawnicze, 1999.

2000:
- Joanna Kruczalak-Jankowska, Umowy menadżerskie, Warszawa: Wydawnictwo Prawnicze, 2000 (160 s.).
- Michał Skąpski, Zagadnienia stosunku pracy między członkami rodziny, Warszawa: Wydawnictwo Prawnicze, 2000, 240 s., ISBN 83-219-1050-5

2001:
- Emil Norek, Krajowy rejestr sądowy i postępowanie rejestrowe, Warszawa: Wydawnictwo Prawnicze 2001.

### Czasopisma
- Biuletyn Głównej Komisji Badania Zbrodni Hitlerowskich w Polsce
- Nowe Prawo[3].
- Przegląd Sądowy

## Siedziba
Wydawnictwo przez kilkadziesiąt lat miało siedzibę w Warszawie przy ul. Wiśniowej 50. Po zniesieniu Wydawnictwa Prawniczego w siedzibie tej swoje biura miało Wydawnictwo Prawnicze LexisNexis.